# Stazione di Higashi-Yodogawa
La stazione di Higashi-Yodogawa (東淀川駅?, Higashiyodogawa-eki) è una stazione ferroviaria situata al confine tra i quartieri Yodogawa-ku e Higashiyodogawa-ku di Osaka, in Giappone. Serve i treni locali della linea JR Kyōto.

## Linee
- JR West
  - Linea JR Kyōto (Linea principale Tōkaidō)

## Storia
La stazione fu inaugurata il 1º aprile 1940 
Quando aprirono al traffico il Tōkaidō Shinkansen e la stazione di Shin-Ōsaka nel 1964, si pensava di chiudere la stazione di Higashi-Yodogawa, situata a soli 700 metri dalla nuova stazione di Shin-Osaka, ma le proteste dei cittadini residenti vicino alla stazione la mantennero aperta. La distanza fra le due stazioni è così diventata una delle più brevi su tutta la linea principale Tōkaidō.
Era composta in origine da due fabbricati viaggiatori disposti ciascuno su un lato della stazione e collegati da un sottopassaggio usufruibile dai viaggiatori e da non viaggiatori che intendevano solo attraversare la zona dei binari. L'11 novembre 2018 è stato inaugurato il nuovo grande fabbricato in sostituzione dei precedenti che si sviluppa su un ponte coperto passante sopra ai binari. La nuova struttura è stata costruita a fianco dei vecchi fabbricati ed è completa di scale, scale mobili, ascensori e rampe pedonali.

## Caratteristiche
La stazione ha due banchine a isola, i treni locali si fermano nei due binari centrali mentre i binari laterali sono percorsi da treni espressi e rapidi che non fermano nella stazione. I lati delle banchine dove passano questi ultimi treni sono protetti da staccionate. Sono presenti sul lato ovest della stazione altri binari su cui passano senza fermarsi treni di altre linee (come quelli della Linea Ōsaka Higashi), treni merci della Japan Freight Railway Company e treni non in servizio.

## Stazioni adiacenti
| «     | Servizio     | »          |
| ----- | ------------ | ---------- |
| Suita | Treni locali | Shin Osaka |